# Vulpășeni
Vulpășeni – wieś w Rumunii, w okręgu Vaslui, w gminie Băcani. W 2011 roku liczyła 208 mieszkańców.